# The Righteous Brothers
The Righteous Brothers foi o dueto musical formado por Bill Medley e Bobby Hatfield. Eles gravaram de 1963 até 1975, e continuaram tocando ao vivo até a morte de Hatfield em 2003. A morte do cantor Bobby Hatfield, da dupla Righteous Brothers, foi causada por uma intoxicação aguda por cocaína. A necropsia indicou que Hatfield tinha uma doença coronária em estágio avançado, sendo que, como causa da morte, foi apontado um ataque cardíaco. O resultado do exame toxicológico foi tornado público pelo médico Richard Tooker, do condado de Kalamazoo, em Michigan (EUA).
Hatfield, 63, morreu em 5 de novembro de 2003, horas após uma apresentação dos Righteous Brothers. O grupo ficou famoso por canções como "Unchained Melody" e "You've Lost That Lovin' Feeling".
"Isso é um choque para mim", declarou Bill Medley, parceiro musical de Hatfield na dupla. "Eu nunca vi ele [usar cocaína]. Eu não sabia absolutamente nada sobre isso. Se eu soubesse, eu teria dito alguma coisa para ele", afirmou.
O maior sucesso da dupla foi a música "You've Lost That Lovin' Feelin'"(100º maior canção da história da música) que atingiu o primeiro lugar nas paradas de sucesso dos Estados Unidos e Inglaterra em 1964. Outros sucessos foram "(You're My) Soul and Inspiration" (primeiro lugar nos Estados Unidos) e a regravação de Unchained Melody.